# 드라믈로
드라믈로(Drumlo)는 애니메이션 "성전사 단바인"에 등장하는, 가공의 병기. 아 나라에서 개발된 양산형 오라 배틀러이다. 본 항목에서는 그 파생형에 대해서도 설명한다.

## 드라믈로
드라믈로 (Drumlo)는 애니메이션 "성전사 단바인"에게 등장하는, 아 나라에서 개발된 양산형 오라 배틀러다.

### 기체해설
오라 배틀러  게도를 참고해, 오라 판쩌 스카라베를 기초로 해서 개발된, 첫 양산형 오라 배틀러. 장갑 재료가 된 강수가 풍부했던 점도 있어, 가장 많이 양산된 타입이다. 기본은 적색으로, 토드 기네스 전용의 감색 기체도 존재했다.
장갑 재료에는 게도의 재료로 사용된 강수 키마이 라그보다도 단단한 강수 가타를 사용하고, 또한, 오라가 낮은 코몬이 사용할 수 있도록, 오라 컨버터나 오라 마르스도 신형을 채용했다. 중장갑으로 범용성이 높고, 오라력이 낮은 코몬 기사라도 사용할 수 있지만, 반면 한계 성능이 낮다.
무장은 오라 소드 1개. 또한, 게도에 탑승한 기사에게서는, 오라 밤의 주 병장이던 플레임 밤 (화염포)을 장비해주었으면 좋겠다는 요망이 강했기 때문에, 양쪽 어깨를 대형화해 그 내부에 플레임 밤의 기구를 짜 넣는 것으로 팔 부분에의 내장에 성공했다. 드라믈로의 무장은 뒤에 강화되어, 팔 부분에는 삼연장 기관총 (오라 발칸설 있음)의 추가 장비도 행해졌다.
매니퓰레이터는 게도에서 사용하고 있었던 손가락 5개인 것이 아니고, 비용 삭감과 정비 간소화의 실험을 겸해서 검을 사용하는 이외에는 범용성이 없는 3개의 갈고리 손톱 모양의 것을 채용하고 있지만, 기사들에게 매우 평판이 나빴기 때문에, 이후의 기종에는 채용되지 않았다. 장거리 이동 지원용으로서, 게도와 마찬가지로 윙 캘리버 바라우를 사용하고 있다.
아 나라뿐만 아니라, 동맹 관계에 있었던 쿠 나라에서도 다수가 양산된 것 이외에, 뒤에 신형 마르스와 컨버터를 달아서, 필요 오라력을 낮추면서도 비행 속력이 올라간 개량형 (후기형)이 개발되어, 계속 개량되면서 전쟁 말기까지 활약했다.

### 극중에서의 활약
작중에서는 최초부터 등장하고 있고, 주로 당하는 역이었다.
최종 결전 시에는 '트리오 콤비네이션'이라고 하는 삼위일체의 전법으로 최신기와 상대했다. 이것은 양손의 플레임 밤 (내장 화기)을 3기 조합시켜서 발사하는 것으로, 구식 무기라고는 생각되지 않는 강력한 파괴력을 가진다.

### 비고
메카닉 디자인은 미야타케 카즈타카가 담당하고, 코가와 토모노리가 클린 업했다. 디자인 모티프는 풍이나 풍뎅이. 손은 일부러 인간형이 아닌 것으로 하고 싶어서, 어떻게든 검을 잡을 수 있는 세 가닥 손톱으로 했다고 한다.

## 마사라그
마사라그는 이즈부치 유타카의 잡지연재 "AURA FHANTASM" (반다이 발행 잡지 'B-CLUB'에 연재)에 등장하는, 아 나라의 시제형 오라 배틀러다.

### 기체해설
드라믈로의 발전형이다. 드라믈로의 후계기로서 개발되었지만, 비란비의 양산이 결정되었기 때문에, 소수가 양산된 것에 머물렀다.

### 비고
마사라그는, 원래 애니메이션 "성전사 단바인"에서, 미야타케 카즈타카에 의한 러프 디자인으로서 존재했다. 이 러프는 다시 토미노 요시유키에 의해 재 러프가 그려져, 이즈부치 유타카에 의해 비란비로서 완성되었다. 이 이즈부치 판 마사라그는 원래의 미야타케 판 마사라그와는 디자인 상 관계가 없는 것 같이도 보이지만, 존재하지 않는 오라 컨버터, 토사카의 형상, 손톱의 장착 상태 등 공통점도 많다. 설정은 이 경위를 받은 것이다.
목차로 이동한다

## 가드람
가드람 (Gadram)은 이즈부치 유타카의 잡지연재 "AURA FHANTASM" (반다이 발행 잡지 'B-CLUB'에 연재)에 등장하는, 아 나라의 시제형 오라 배틀러다. 플레이 스테이션 게임 "성전사 단바인 성전사 전설"에도 등장한다.

### 기체해설
드라믈로의 발전형이다. 강수 가타보다도 경도가 높은 수중 서식 강수 그라바스의 갑각을 장갑으로서 사용하고 있기 때문에, 더욱 강력한 장갑을 소유하고, 공격 능력도 높다. 성능적으로는 드라믈로 4기분에 상당한다고 한다. 플레임 밤과 소드는 장비하지 않고, 다만 충분히 연마된 클로를 무기로 했다.
그라바스의 갑각은 미가공이라도 드라믈로의 3배 경도여서, 가공이 곤란했다. 때문에 비용 관계로 비란비를 대신할 수 없어, 시험제작기 수 기가 건조된 것에 머물렀다. 지휘관용으로 소수가 생산되었다고도 한다.
드라믈로 계 오라 배틀러의 개발은 이 가드람에서 정점에 달하고, 중 오라 배틀러의 계통은 비란비 계인 레프러칸으로 옮겨가게 되었다.
목차로 이동한다

## 가심
가심은 이즈부치 유타카의 잡지연재 "신 AURA FHANTASM" (미디어 웍스 발행 잡지 '전격 하비 매거진'에 연재)에 등장하는, 아 나라의 시제형 오라 배틀러다.

### 기체해설
가드람과 같은 시기에 개발된, 드라믈로의 발전형이다. 드라믈로나 가드람과 달리, 대단히 인간형에 가까운 형태로 되어있다.
목차로 이동한다

## 보르발
보르발은 후지이 마사히로 (藤井昌浩)의 만화작품 "쇼트 추격" (후타바샤 (双葉社) 발행 서적 '수퍼 로봇 코믹스 성전사 단바인 편' 수록)에 등장하는, 아 나라의 시제형 오라 배틀러다.

### 기체해설
미 나라의 수도, 키론성 공략용으로 개발된 오라 배틀러. 드라믈로의 발전형이라고 생각되지만, 상세한 것은 불명.

### 극중에서의 활약
극중에서는 뮤지 포가 탑승했지만, 폭주해서 행방불명이 되어버린다. 쇼트 웨폰은 토카막용 단바인에 탑승해서, 수색을 나선다.
목차로 이동한다

## 같이 보기
- 오라 머신 목록
- 게도
- 레프러칸